# Conrad IV de Hohenstaufen
Pour les articles homonymes, voir Conrad IV.
Conrad IV, né le 25 avril 1228 à Andria en Apulie et mort le 21 mai 1254 au camp militaire près de Lavello, est le dernier roi de Germanie de la dynastie des Hohenstaufen, régnant de 1237 à sa mort. Il fut également roi de Sicile (en tant que Conrad Ier) en 1250, roi de Jérusalem (en tant que Conrad II) en 1228, et duc de Souabe (en tant que Conrad III) en 1235. Son décès marqua le début du Grand Interrègne durant lequel le trône du Saint-Empire romain fut vacant jusqu'à l'élection de Rodolphe de Habsbourg comme roi des Romains en 1273.

## Biographie

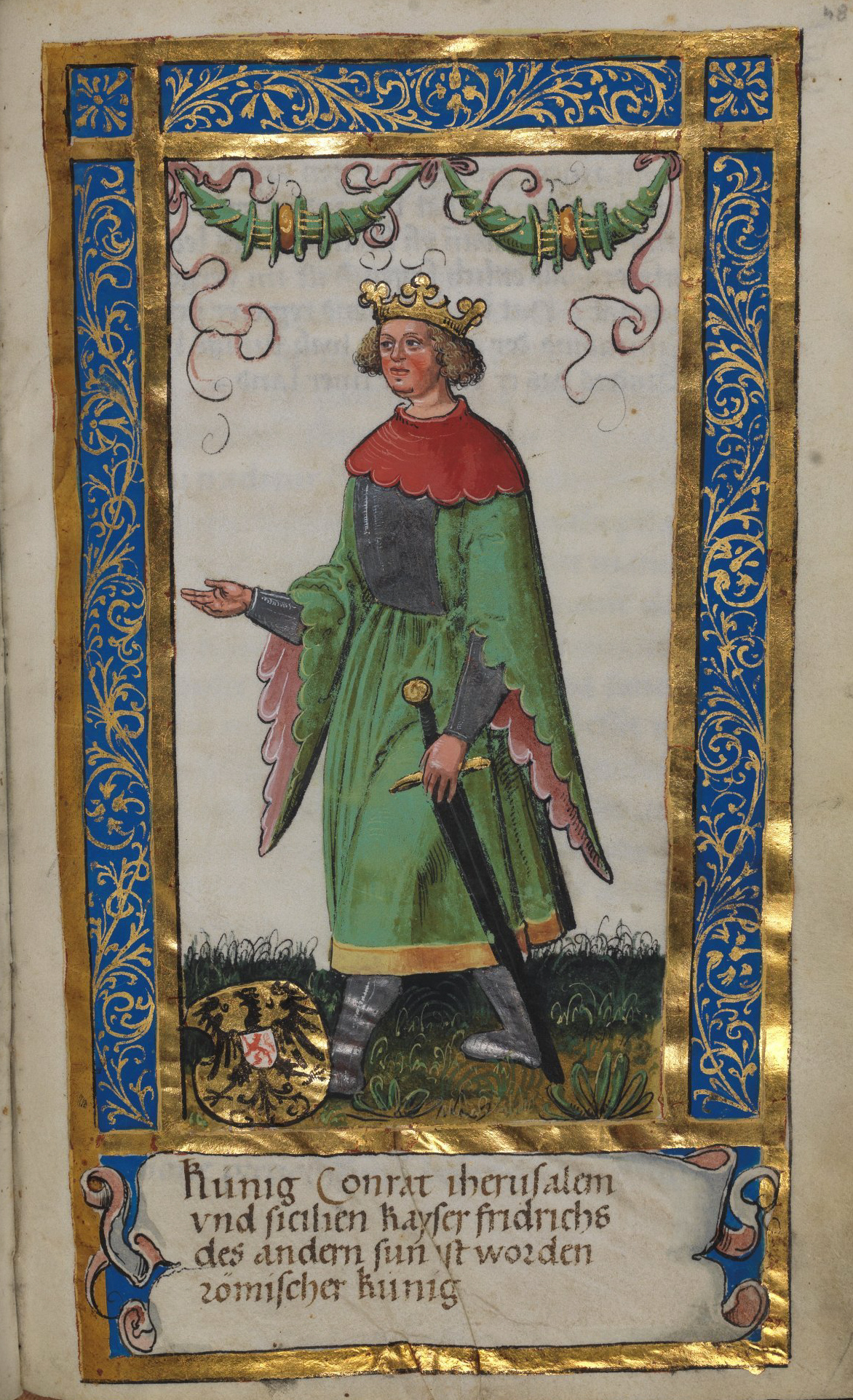
Enluminure du roi Conrad, abbaye de Weingarten (vers 1510).

Conrad est le fils de l'empereur Frédéric II et de sa seconde épouse la reine Isabelle II de Jérusalem (Yolande), issue en lignée paternelle de la maison de Brienne et en lignée féminine des rois de Jérusalem. Sa mère est morte lors de sa naissance, probablement de la fièvre puerpérale ; de ce fait, il est destiné à la succession au trône de Jérusalem et devient titulaire de ce royaume, où cependant il ne se rend jamais. Les représentants impériaux sur place parlent en son nom, en pratique suivant les ordres de Frédéric II qui se met en route pour la sixième croisade en Terre Sainte et, après négociation avec le sultan Al-Kâmil, se fait couronner roi de Jérusalem le 18 mars 1229.
Le demi-frère aîné de Conrad, Henri II de Souabe, a été couronné roi de Sicile par le pape Innocent III en 1212. Toutefois, sa mère Constance d'Aragon exerce la régence sur l'insistance du pape souhaitant séparer les couronnes de Germanie et de Sicile. Henri est donc élu roi des Romains (en tant que Henri VII) par les princes germaniques à Francfort en avril 1220.
En conflit avec son père et le pape Grégoire IX, Henri est destitué en 1235. À cette date, Conrad se rend pour la première fois en Germanie. Frédéric II le nomme duc de Souabe et tente également de le désigner successeur de son frère, mais cela échoue. Les princes, réunis en assemblée au Hoftag de Mayence, n'acceptent pas sa candidature. Ce n'est que deux ans plus tard que l'élection de Conrad a lieu à Vienne. Le vote n'est pas reconnu par la Curie romaine et un couronnement n'est pas possible.
Frédéric II retourne en Italie pour lutter contre les cités guelfes de Lombardie, alors que le nouveau roi Conrad dut mettre tout le poids de son autorité pour s'imposer en Germanie, soutenu par l'archevêque Siegfried III de Mayence et le roi Venceslas Ier de Bohême. Le conflit entre son père et le pape affaiblit sa position. Déjà en 1241, Siegfried de Mayence s'insurge contre lui. En 1245, le nouveau pape Innocent IV annonce la déposition de l'empereur au concile de Lyon et fait d'ailleurs prêcher une croisade contre lui, tandis que Conrad se voit opposer un antiroi proclamé par les princes, le landgrave de Thuringe Henri le Raspon, qui le vainc à la bataille de la Nidda près de Francfort l'année suivante, mais meurt en 1247. L'antiroi suivant est le comte Guillaume II de Hollande. Soutenu par le pape, il est élu le 3 octobre 1247 ; il prend Aix-la-Chapelle et y est couronné le 1er novembre 1248.
Ni Conrad ni Guillaume n'arrivent finalement à dominer la Germanie. La guerre civile continue, indécise en Germanie comme en Italie. Frédéric II meurt le 13 décembre 1250 avant d'en avoir vu la conclusion. Il repose dans la cathédrale de Palerme auprès de ses aïeux normands de Sicile et de sa première épouse, Constance d'Aragon.
Seul fils survivant et légitime de Frédéric II, Conrad IV hérite à la mort de son père du royaume de Sicile, tandis que son frère illégitime, Manfred , est fait prince de Tarente. Toutefois, Conrad n'est pas reconnu et, à cause d'une situation difficile en Germanie, alors que le pape Innocent IV appelle à une croisade contre lui, doit quitter l'Allemagne en 1251. En effet, des villes des Abruzzes, de Pouille, de Campanie et de Basilicate se libèrent de l'État frédéricien en se dotant de municipalités autonomes regroupées au sein de ligues qui se placent sous la protection d'Innocent IV. Les villes de Principat et de Terre de Labour s'émancipent à leur tour entre 1254 à 1257, tout comme en Sicile Messine et des villes peuplées de Lombards (Polizzi, Nicosia, Mistretta, Castrogiovanni, Piazza, Vizzini et Lentini). Palerme se livre au légat du pape, Rufin de Plaisance, et signe un traité d'alliance avec Caltagirone. En réponse, Conrad IV concède des exemptions aux marchands messinois à Acre et renonce à l'impôt annuel dans les Nova Capitula de Foggia en 1252. Il accorde des faveurs aux massari de Palerme en 1254. Il reprit Naples, Capoue, Aquino et réussit à s'assurer une position ferme, mais il meurt au milieu de ses conquêtes, en 1254.
On accuse son demi-frère Manfred, qui convoite sa succession, de l'avoir empoisonné ; néanmoins, il souffrait déjà de la fièvre dont d'autres combattants sont également victimes.

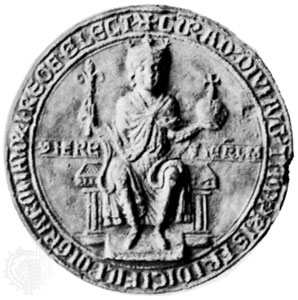
Sceau de Conrad IV.

## Mariage et descendance
Le 1er septembre 1246 à Vohburg, Conrad IV épouse Élisabeth de Bavière (1227-1273), fille du duc Othon II de Bavière. Ils ont un fils, Conrad de Hohenstaufen (1252-1268), futur duc de Souabe. La veuve de Conrad épouse en 1259 le comte Meinhard de Goritz.
À Conrad succède son fils Conradin, âgé de deux ans, sous la régence d'un capitaine allemand, Berthold de Hohenbourg. Ce dernier voit toutefois sa régence usurpée par l'oncle de Conradin, Manfred (dont la fille Constance épouse en 1262 Pierre III d'Aragon, d'où la succession au trône de Sicile à partir de 1282). Le pape confirme ensuite Manfred comme vicaire de Conradin. Conradin est décapité le 29 octobre 1268 après sa défaite devant Charles Ier d'Anjou en 1268.